# Ruth Rubin
Pour les articles homonymes, voir Rubin.
Ruth Rubin (née Rivke Rosenblatt le 1er septembre 1906 à Montréal et morte le 11 juin 2000 à New York) est une folkloriste, chanteuse, poétesse et érudite de la culture et de la musique yiddish, de nationalités canadienne et américaine.
Elle a recueilli et enregistré de nombreuses chansons yiddish et en a elle-même chantées et enregistrées.